# Cyberconsommateur
Le cyberconsommateur est un consommateur qui s'est adapté aux spécificités des échanges sur internet. Il est le produit de la démocratisation de l’accès au haut débit dans les pays développés et du développement des plateformes de commerce électronique. Le cyberconsommateur a développé des comportements  en amont et en aval de l'acte d'achat qui se distinguent des comportements classiques de consommation. Le cyberconsommateur devient donc un enjeu crucial pour les entreprises et sa protection est désormais l'affaire du législateur.

## Définition du concept de cyberconsommateur
La notion de « cyber » ne fait pas débat. Ce concept regroupe les utilisateurs de l’internet et des autres formes de médias électroniques tels que les téléphones mobiles. Le cyberconsommateur est alors avant tout un consommateur de média électronique et par extension, un internaute.
Du point de vue du législateur, le cyberconsommateur se résume à une personne réalisant des achats sur une plateforme de commerce en ligne. 
Cette approche correspond alors plus à une définition du cyber-acheteur (ou cyberacheteur). En effet, aucun texte de loi n’utilise le terme de cyberconsommateur, mais de simple consommateur dont la particularité est de contracter par la voie électronique. En revanche, dans les multiples rapports publiés par la Direction générale de la concurrence, de la consommation et de la répression des fraudes (DGCCRF), le mot « cyberconsommateur » est largement utilisé mais toujours pour désigner un cyberacheteur.
Or, le concept de cyberconsommateur dépasse de loin celui de cyberacheteur. En effet, les auteurs de marketing distinguent bien l’acheteur du consommateur en termes de comportements, de besoins et de motivations. Dans les ouvrages sur le comportement du consommateur, l’acheteur est défini comme l’individu qui réalise l’acte d’achat alors que le consommateur est l’utilisateur final de ce produit. Ainsi, acheteur et consommateur renvoient à des rôles différents dans le processus de consommation et parfois à des personnes distinctes.
Si on applique ces nuances à la cyberconsommation, il apparait comme une évidence que le cyberconsommateur n’est pas seulement l’acheteur en ligne d’un produit ou d’un service. Il se caractérise par des comportements, rendus possibles par l’internet, basés sur une pluralité de formes d’échanges autour de l’acte marchand.
Du point de vue du marketing, le cyberconsommateur peut alors se définir comme un acheteur de biens ou de services par la voie de l’internet dont l’interaction avec les marques et les autres consommateurs est accrue et s’effectue aussi en amont et en aval de l’acte d’achat.
C’est cette interaction très forte entre les marques et leurs consommateurs d’une part, et entre les consommateurs d’autre part, qui constituent donc la spécificité du cyberconsommateur. L’acte d’achat ne représente alors qu’une étape secondaire dans le processus d’échanges entre les entités vendeuses et leurs consommateurs.

## Les attributs du cyberconsommateur
En 2011, on compte 28 millions d’acheteurs en ligne selon la FEVAD (Fédération des Entreprises de Vente à Distance), soit une progression de 3 % par rapport à 2010.

### Les cyberacheteurs en chiffres
- La consommation sur internet n'est pas genrée : Les hommes sont de plus gros consommateurs de produits et services vendus sur internet mais l’écart avec les femmes est bien moindre qu’en 2009 (sur l’ensemble des cyberacheteurs 46,7 % sont des femmes et 53,3 % sont des hommes)[5].
- La consommation sur internet n'est pas une question d'âge : Toutes les catégories d’âge sont concernées par l’achat en ligne et ce à proportions similaires ou tout au moins sans écart significatif. Les seniors représentent tout de même une part gradissante dans le volume d'achat en ligne[4].
- Toutefois, les personnes qui achètent le plus en ligne sont celles qui ont les revenus les plus élevés. En effet, les CSP+ sont les plus gros cyberacheteurs devant les CSP-. L’ensemble des inactifs ne représentent qu’un tiers de la population acheteuse. Internet n’est donc pas, comme le sens commun tendrait à l’admettre, le canal de vente privilégié par les petits revenus[5].

### Les motivations à l’achat en ligne
On compte six principales motivations à l’achat en ligne. Classées par ordre d’importance, on retrouve :
- Le gain de temps : l’achat sur Internet permet un certain confort engendré par le fait qu’il ne nécessite pas de déplacements d’une part et qu’il est plus facile de se renseigner directement en ligne.
- Les prix bas : les cyberconsommateurs estiment en majorité que l’achat sur internet permet d’effectuer de bonnes affaires et de se procurer des produits et des services à un coût moindre que ceux proposés par les canaux de distribution traditionnels.
- L’ouverture en continu des plateformes de commerce en ligne : internet revêt un avantage certain aux yeux des consommateurs du fait que les achats sont rendus possibles 24h/24 et 7 jours/7.
- La comparaison des prix et des produits : les cyberacheteurs apprécient le fait de pouvoir comparer aisément les offres des entreprises et les prix qu’elles proposent en quelques clics[6].
- L'exclusivité de l’offre : plus d’un quart des cyberacheteurs français estiment que le principal avantage d’internet réside dans l’offre exclusive qui est proposée par ce canal. Il faut noter que ce chiffre peut s’expliquer par le fait qu’internet a permis la commercialisation globale des produits numériques.
- Le nombre de références disponibles : Enfin, un tiers des Français acheteurs en ligne considèrent qu’internet permet d’avoir accès à une offre bien plus large que dans les magasins physiques.

Ainsi, les motivations à l’achat en ligne sont multiples et apparaissent avant tout comme un moyen de simplifier sa vie quotidienne d’une part, et de bénéficier de se rassurer par le biais d’un accès accru à l’information d’autre part.
Cette étude montre que l’essor du commerce en ligne a permis un accès facilité aux produits et services proposés par les entreprises, mais le cyberconsommateur passe parfois plus de temps qu’auparavant dans la recherche d’informations (meilleurs prix, produits disponibles, etc.).

## Le processus d’achat chez le cyberconsommateur
L’achat en ligne a bouleversé les processus classiques d’achat du fait de l’accès à une multitude d’informations techniques et pratiques émises par les marques d’une part et à la recrudescence des échanges d’informations expérientielles entre consommateurs d’autre part. Internet a donc eu un effet d’augmentation du niveau d’implication des acheteurs. De plus, internet a modifié fortement les modes d’achat puisqu’il intervient à la fois comme canal de vente servant de relai aux canaux traditionnels et comme canal exclusif de vente : la vente en ligne. Enfin, Internet a accru la portée d’un facteur d’influence à l’achat en permettant aux leaders d’opinion de mieux se faire entendre.
L’analyse du comportement du consommateur a montré que le processus d’achat se décompose en 6 étapes consécutives :
- Identification d’un problème
- Recherche d’informations
- Evaluation des alternatives
- Intention d’achat
- Achat
- Evaluation post-achat.

### La recherche d’informations chez le cyberconsommateur
La facilité d’accès à l’information pousse le consommateur à multiplier et diversifier les renseignements qu’il peut collecter sur un produit ou une marque. Avec ses nombreux comparateurs, internet dispose même d’outils propres permettant de trouver de l’information technique et commerciale très rapidement. Cette recherche avant achat correspond à un mécanisme de persuasion qui influence les intentions et les comportements d’achat.

### L’évaluation des alternatives chez le cyberconsommateur
Le développement des comparateurs en ligne influencent très largement le cyberconsommateur qui juge un produit selon une multitude de critères dont le prix reste le plus déterminant. Néanmoins, la profusion d’informations peut engendrer des doutes dans l’esprit du consommateur sur la pertinence de ses critères de décision. L’approche de l’évaluation des produits est aussi modifiée par le fait que la perception de ses attributs est indirecte. Aucune influence sensorielle n’est donc exercée sur le cyberconsommateur, ce qui explique son implication accrue dans la recherche d’informations.
L’évaluation des alternatives d’achat a également été profondément modifiée par la recherche en ligne grâce à de nouvelles formes d’échange entre consommateurs (C to C). Les avis qui sont donnés par les acheteurs ayant fait l’expérience d’achat d’un produit ou d’une marque sont souvent consultés avant un achat. Les commentaires postés sur les plateformes de commerce en ligne et sur les blogues animés par de véritables opinions apportent une nouvelle approche de l’évaluation des alternatives grâce au porte-voix donné à de nouveaux leaders d’opinion. La théorie marketing définit les leaders d’opinion comme des personnes qui influencent de manière informelle le comportement d’autres individus.
La nouveauté issue de l’utilisation d’internet réside donc dans l’impact des échanges d’informations entre les consommateurs avant tout achat. Ce nouveau mode d’évaluation s’explique aussi par le fait que la relation physique avec la marque étant rompue, la méfiance envers la communication de l’entreprise s’installe chez un consommateur qui a l’impression d’être manipulé. La prise en compte des avis de leurs pairs permet une prise de recul par rapport aux marchands qui rassure les consommateurs.

### L’acte d’achat chez le cyberconsommateur
Le passage à l’achat en ligne ne peut avoir lieu que si deux conditions sont réunies : tout d’abord, le cyberconsommateur doit considérer être assez informé et avoir la conviction de faire le bon choix. Puis, l’achat en ligne ne peut se réaliser que si le risque perçu à l’égard du produit, de la marque et du mode de transaction propre à internet est considéré comme acceptable. En revanche, le fait d’effectuer un achat sur internet sans avoir préalablement fait de recherche d’information en ligne reste un comportement marginal.

### L’évaluation post-achat chez le cyberconsommateur
L’évaluation post-achat correspond à juger l’adéquation entre bénéfice attendu et bénéfice effectif du produit acheté. Cette évaluation est donc liée au niveau de satisfaction du cyberconsommateur. Avec internet, cette évaluation prend une nouvelle ampleur du fait que les consommateurs communiquent entre eux sur leur degré de satisfaction. De plus, internet représente un risque pour les entreprises qui doivent assurer un acheminement du produit sans encombre pour que le client s’estime satisfait de la transaction.

## Le cyberconsommateur, un nouvel enjeu pour les entreprises
Dans un contexte économique où l’on retrouve une offre générale supérieure à la demande, l’entreprise est confrontée quotidiennement à une concurrence acharnée. Le consommateur a le choix entre une multitude de biens pour un même usage. Avec internet, il peut y avoir accès rapidement, on observe une nette augmentation de la volatilité des consommateurs, l’entreprise se doit de réagir rapidement en fonction des comportements et des envies de ce dernier. « Le client devient donc le centre de l’entreprise à travers la fonction marketing, la seule apte à faire l’interface entre le marché et les autres fonctions de l’entreprise ». Avec la démocratisation de l’usage d’internet les entreprises se doivent d’adapter leurs actions marketing à l’outil internet afin de survivre dans cet environnement hostile.
L’évolution d’internet a amené depuis quelques années le « web 2.0 » , communément appelé le « web social », qui est caractérisé par la création, le partage et l’échange de beaucoup d’informations par les internautes. La vitesse de diffusion de l’information est phénoménale d’autant plus lorsqu’elle est relayée sur les médias sociaux, autre caractéristique du Web 2.0.

### Du consommateur au consommateur acteur
Ce web 2.0 et sa démocratisation au sein des foyers des pays développés a eu pour conséquence directe, un transfert de pouvoir et de rôle des agents économiques. En effet, les entreprises ont perdu du pouvoir au profit des consommateurs qui sont devenus acteurs. Le consommateur noyé sous l’abondance de l’information distillée par les entreprises, se tourne de plus en plus vers son réseau pour obtenir des conseils. Cette attitude découle directement de la perte de confiance des consommateurs dans la publicité traditionnelle. D’après MAYOL, une étude montre que 76 % des consommateurs pensent que les entreprises mentent dans leurs publicités.
Avec les opportunités offertes par le Web 2.0, le consommateur ne se résume plus à une simple cible pour les entreprises mais plutôt à un relai de communication non négligeable compte tenu de la vitesse de propagation de l’information que propose le Web 2.0. La communication unilatérale des sociétés a disparu au profit de la communication bilatérale. Les consommateurs peuvent créer de l’information, articles, photographies, vidéos. Ces informations peuvent être relayées sur des médias sociaux (blogs, wikis, réseaux sociaux) et consultées, commentées, partagées par un très grand nombre de potentiels consommateurs. Le potentiel de communication autour d’un produit et ou une marque est très grand, seulement il peut aussi bien être positif comme négatif.
En plus d’être un relai de la communication des entreprises, le consommateur peut aussi contribuer au développement d’un produit. En effet l’émulsion autour d’un produit via les articles, les commentaires des internautes permettent aux entreprises de faire évoluer leurs produits, en étant à l’écoute de ce qui se dit sur la toile.

### La stratégie des entreprises pour faire face aux comportements des cyberconsommateurs
Pour les entreprises ce changement de statut du consommateur et l’évolution du web constituent autant d’opportunités que de risques. L’environnement de l’entreprise a été bouleversé, la menace de nouveaux concurrents potentiels s’est accrue autant que celle liée aux produits de substitutions, mais c’est surtout le pouvoir de négociations des clients qui a évolué. Pour survivre, l’entreprise doit donc adopter une nouvelle stratégie fondée en premier lieu sur l’adaptation et la maîtrise de son environnement puis sur l’anticipation. Pour une partie des entreprises, le premier problème va être de s’adapter à un nouveau modèle économique où elle va devoir faire face à un consommateur beaucoup plus exigeant. En effet pour ce dernier, la gratuité, l’accès rapide et la qualité des services sont primordiaux.

#### Adaptation
Si cela n’est pas déjà fait, il va falloir absolument intégrer internet aux différentes stratégies des entreprises, revoir les attributions des budgets et bien évidemment ceux alloués à l'outil Internet. La majorité des entreprises utilisent déjà ces techniques, mais les sociétés en retard, doivent évidemment profiter des fonctionnalités classiques d’internet (courriel, sites, lettres d'information et autres bannières pop-up). Mais aussi le SEM (Search Engine Marketing), que l’on peut traduire par « moteur de recherche optimisé » qui réalise un référencement naturel en fonction des mots recherchés. Mais aussi les liens sponsorisés à mi-chemin entre la bannière publicitaire et le résultat naturel d’une recherche classique. Ces premiers types d’outils constituent la base de l’utilisation d’internet.
Il faut ensuite s’adapter aux possibilités offertes par ce Web 2.0, phénomène nouveau pour les entreprises. Les entreprises doivent utiliser internet « non plus comme un simple média complémentaire sur lequel les consommateurs viennent rechercher de l’information pour la traiter individuellement, mais comme un lieu d’échange, de partage et de rencontre ». De ce fait, une nouvelle notion d’échange apparaît entre les consommateurs eux-mêmes et non plus seulement entre la marque et les consommateurs. La conséquence pour les entreprises, c’est qu’elles vont devoir prendre en compte et s’adapter au consommateur acteur et aux flux d’informations générés, partagés, diffusés par ce dernier. 
Concrètement au niveau opérationnel, les entreprises doivent comprendre le fonctionnement, se familiariser et intégrer les différents types de plates-formes qui font office de lieu de création, d’échange, de partage d’informations pour les internautes. Il s’agit donc de s’adapter aux médias sociaux afin d’être en mesure de faire du marketing plus ciblé.

#### Maîtrise

##### Stratégie générale des entreprises sur internet
Pour connaître le succès auprès de ce nouveau type de consommateur, les sociétés doivent absolument utiliser un marketing adapté au Web 2.0 comme une stratégie offensive. Cela passe par plusieurs étapes afin de créer une relation commerciale virtuelle fructueuse.
Il faut commencer par une phase d’observation, d’étude en se concentrant sur les messages entrants, regarder ce qu’il se dit à propos de l’entreprise. Il faut apprendre à connaitre les utilisateurs, il faut bien entendu savoir accepter les critiques et répondre aux clients toujours dans l’optique d’apprendre sur eux, sur leurs freins et leurs motivations.
Il faut ensuite mettre en place des outils collaboratifs pour pouvoir par la suite construire une relation humaine et durable avec le client. Il s’agit ici de blogs, forums, et médias sociaux.
La troisième étape consiste à se connecter avec les clients. Il faut donc optimiser sa présence sur les différents médias sociaux mis en place auparavant, créer des profils de marque. Il faut aussi créer du contenu sur les profils, être actif, ajouter de la valeur, participer. Ces mêmes pages doivent servir pour relayer les campagnes hors ligne sur internet en les partageant et en communiquant sur les prochains événements.
Il faut tout faire pour impliquer le client et l’encourager à tester le produit, les nouveautés. L’activité du client autour de la marque ou d’un produit doit servir de support de réflexion à l’entreprise pour son développement et sa création produit. Il faut bien entendu par la suite mettre en valeur la contribution du client au développement du produit.
Enfin pour garantir une propagation importante et une communication positive, il faut encourager les « buzz des influenceurs ». Pour cela, il faut d’abord les connaître, coopérer avec eux afin d'espérer une diffusion virale. Il existe plusieurs types d’influenceurs (les créateurs de tendance, les guetteurs, les leaders d’opinion, les experts, les célébrités et les initiateurs de la boucle sociale).
Cette obligation de présence en continu sur Internet a fait naître de nouveaux métiers. Par exemple, les community managers sont devenus indispensables pour gérer de grandes communautés ou pour assurer un lien privilégié entre le client et le consommateur.

##### Techniques d’entreprise sur les  médias sociaux
Les entreprises distinguent deux types de techniques de communication sur les médias sociaux. 
On retrouve tout d’abord des techniques antérieures et adaptées à internet qui constituent le marketing d’influence. Le but est de générer du bouche-à-oreille en impliquant les leaders d’opinion online et offline, en les motivant à relayer le message auprès de leur réseau.
On retrouve ensuite des techniques créées avec internet :
- Le marketing social, où l’on diffuse de l’information sur une marque ou un produit à un consommateur qui est déjà “fan”, libre à lui ensuite de relayer ou non l’information.
- Le marketing engagement, où le consommateur, ses remarques, critiques et propositions sont placés au centre du processus de création produit de l’entreprise.
- Le marketing personnalisé, ici il s’agit de techniques qui permettent d’adapter le message publicitaire en fonction des caractéristiques de l’internaute, renseignées sur son profil.
- Le marketing d’attention, lui contrairement au marketing personnalisé se fonde sur les observations faites sur le client, pour individualiser le message publicitaire.

#### Anticipation
La difficulté c’est que l’évolution continue du web va aussi engendrer une évolution certaine de ce nouveau consommateur. Dans ce contexte, il va falloir anticiper ce qui risque de changer dans cet univers mouvant auquel nous avons déjà du mal à nous faire.
Les entreprises vont devoir revoir et réorienter leurs stratégies sur internet en prenant en compte les nouvelles tendances de connexion. À savoir l’internet “everywhere”, accessible partout, à tout moment et sur n’importe quel support (PC, tablettes, Smartphones), via des applications. La stratégie utilisation d’internet devra être déclinée en fonction de ces nouvelles tendances de connexion.

### Limites de l’utilisation d’internet pour atteindre le cyberconsommateur
Les caractéristiques de ce web 2.0 offrent autant d’opportunités pour les entreprises que de risques. C’est l’exemple de Nestlé mise à mal par une campagne de Greenpeace et largement relayée par les communautés de cyberconsommateurs sur les médiaux sociaux.
Avec internet, on voit aussi se développer un comportement de résistance de la part des consommateurs. Sollicitations trop fortes, lutte contre le stockage de données personnelles, résistance vis-à-vis de la géolocalisation, droits au respect de la vie privée sur les réseaux sociaux sont autant de raisons pour les cyberconsommateurs de s'organiser afin de faire entendre leurs voix auprès des annonceurs et du législateur.

## La protection du cyberconsommateur
Le développement du commerce électronique, la libre circulation des biens et services ainsi que l’obligation d’uniformiser les droits et protections des cyberconsommateurs européens ont expliqué les différentes formes de protection du consommateur qui ont évolué au fil des années. Le commerce électronique est soumis au Code de la Consommation où l’on retrouve les droits du consommateur de la vente par correspondance et également de la vente à distance.

### Présentation de la législation
- Le 20 mai 1997, le parlement a émis une directive qui fut la première à définir un droit spécifique au cyberconsommateur au cours d’un achat sur internet.
- Le 23 aout 2001, le droit européen est transposé au code de la consommation français par l’ordonnance 2001-741[22].
- Le 21 juin 2004, la loi no 2004-575  pour la confiance dans l'économie numérique augmente la protection du cyberconsommateur. Cette loi énonce notamment que les délais de livraison ainsi que les modalités doivent être claires et non ambiguës[23].
- Le 3 janvier 2008, la loi pour le développement de la concurrence au service des consommateurs (dite "Loi Chatel") a pour objectif de favoriser la libre concurrence, de faire baisser les prix et de donner de nouveaux droits aux cyberconsommateurs. La loi renforce ainsi les droits sur les abonnements téléphoniques et les délais de rétractations[24]. Cette loi a été motivée par le nombre de plainte reçue, 109.532, en 2007 par la DGCCRF qui concernaient à près de 30 % des réclamations sur le secteur de la téléphonie et d’internet[25].

### Principales protections des consommateurs pour les contrats de commerce électronique
Il y a obligation pour le cybermarchand d’indiquer les délais de livraison et la date limite à laquelle il s’engage à livrer le bien avant la conclusion de l’acte d’achat. À défaut, le consommateur pourra  demander une résiliation du contrat.
Le cybermarchand doit clairement mentionner l’existence d’un droit de rétractation, dans le cas où ce droit ne s’applique pas, l’absence d’un droit à rétractation doitapparaitre (article L 121-18 Code de la Consommation). En cas de remboursement, le cybermarchand est dans l’obligation de restituer la totalité des sommes versées ainsi que les frais de livraison. Ce remboursement doit être effectué sous 30 jours maximum à la date de rétractation (article L 121-20-1 Code de la Consommation).
Enfin, la loi impose au cybermarchand de fournir un numéro de téléphone non surtaxé permettant au consommateur d’entrer en contact avec l'entreprise (article L 121-18 Code de la Consommation).